# Malek Chebel
Malek Chebel (arabisch مالك شبل, DMG Mālik Šibl; * 23. April 1953 in Skikda, damals Philippeville, Französisch-Nordafrika; † 12. November 2016 in Paris) war ein algerischer Religionsanthropologe und Schriftsteller. Er veröffentlichte Werke der Fachliteratur über die arabische Welt und den Islam. Als Vortragsredner und Lehrbeauftragter war er in zahlreichen europäischen und afrikanischen Ländern unterwegs und vertrat dabei kulturelle, aber auch politische Positionen eines „aufgeklärten Islam“ («l’islam des Lumières»). In seinen Werken beschäftigte er sich mit dem Islam, seiner Kultur, seiner Geschichte, seiner Geistesgeschichte und seinem Erotismus.

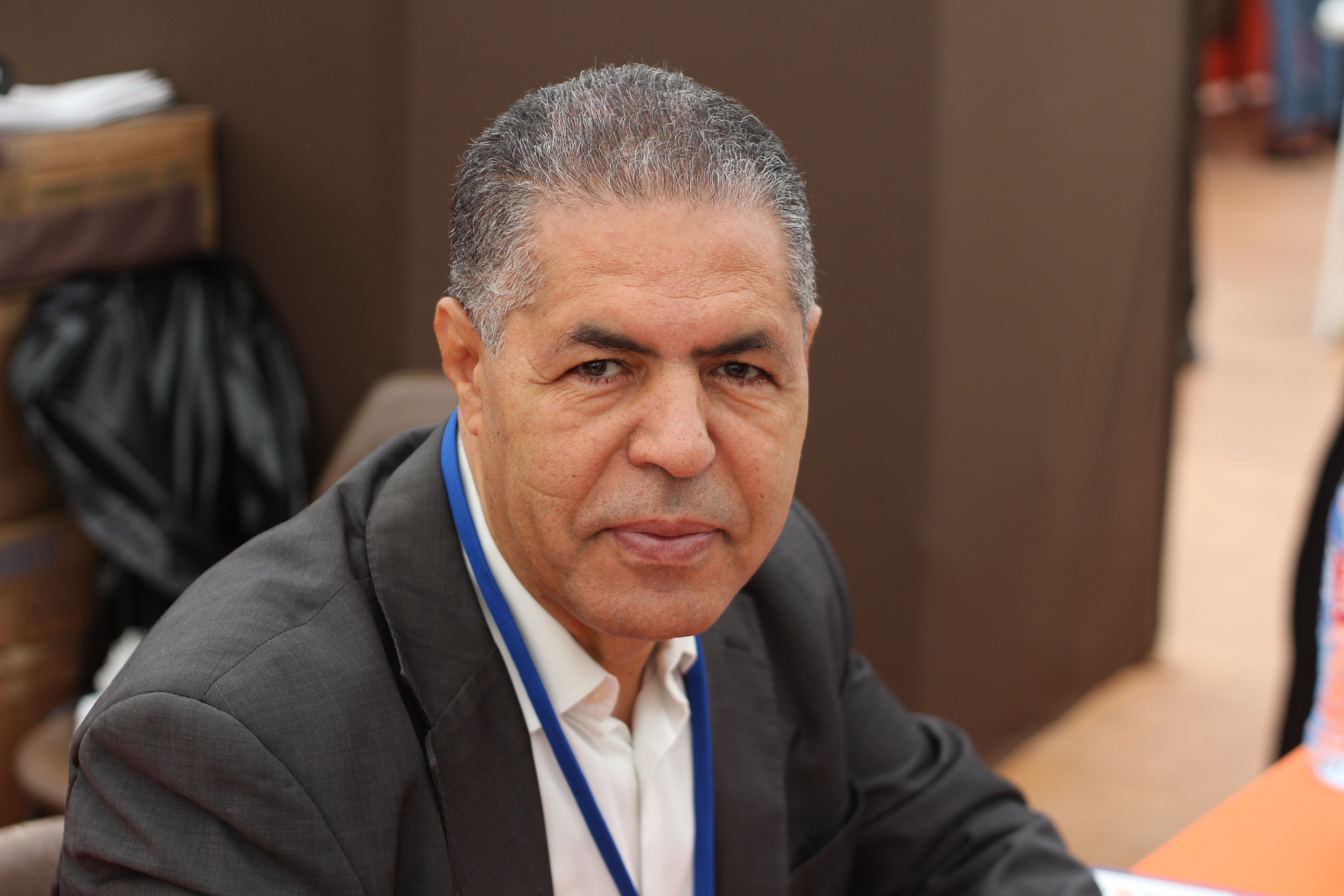
Malek Chebel 2014

## Leben
Malek Chebels Vater starb, als der Junge erst zwei Jahre alt war. Er wurde von seiner Mutter erzogen und besuchte in Skikda die Grund- und die weiterführende Schule. Einen ersten Abschluss machte er in Philosophie und arabischer Literatur. 1973 wechselte er zur Universität Constantine, wo er einen Studienabschluss in Klinischer Psychologie machte.
Mit einem Stipendium des französischen Konsulats in Algier konnte Chebel 1977 seine Studien in Frankreich fortsetzen und promovierte 1980 in Klinischer Psychopathologie und Psychoanalyse. 1982 promoviert Malek Chebel in Ethnologie an der Universität Pierre und Marie Curie, Paris und 1984 in Politikwissenschaft am Institut d’études politiques de Paris.
Chebel hielt zahlreiche Vorlesungen und Vorträge in Europa, in der Arabischen Welt und in Amerika, insbesondere an Universitäten in Frankreich (Université Paris Sorbonne-Paris IV), in Marokko (Cadi Ayyad-Universität, Marrakech), in Tunesien, an verschiedenen ägyptischen Hochschulen, in den Vereinigten Staaten (Berkeley) und Stanford in San Francisco, UCLA in Los Angeles, CUNY und Rockefeller University in New York), in Belgien (ULB in Brüssel u. a. m.
Einer breiteren Öffentlichkeit wurde Chebel durch Interviews in den Medien und einen kurzen Auftritt im Film Rekruten des Todes von Philippe Haïm bekannt. In den 2010er Jahren war er auf France Culture häufig Gesprächspartner zu Themen des Islam. Ab 2006 nahm er an der zunächst monatlichen, auf Grund des Erfolges dann wöchentlichen Fernsehsendung Les Enfants d’Abraham auf Direct 8 teil, in der sich der katholische Geistliche Alain Maillard de La Morandais, der Rabbiner Haïm Korsia und Chebel über aktuelle Themen austauschten. Aus den Gesprächen entstand ein gemeinsames Buch.
Malek Chebel gehörte dem Rat der Weisen der Europäischen Union an, der Romano Prodi, den Präsidenten der Europäischen Kommission, im Hinblick auf die anstehende Gestaltung der Union für den Mittelmeerraum bezüglich der kulturellen Beziehungen Europas zu den südlichen Anrainerstaaten des Mittelmeers beraten sollte.
Anlässlich seines Todes am Tod am 12. November 2016 auf Grund einer Krebserkrankung wurde Chebels Schaffen von französischen und algerischen Medien gewürdigt.

## Auszeichnungen
- 2004 Prix des Écrivains croyants[15] für sein Werk Manifeste pour un islam des Lumières

- 2008 Ritter (Chevalier) der Ehrenlegion[16]

## Werke

### In französischer Sprache
(Bem.)
- Le corps en Islam. Presses universitaires de France (PUF) (Sociologie d’aujourd’hui), Paris 1984 (3. Auflage). ISBN 2-13-038284-3
- La formation de l’identité politique. Presses universitaires de France (PUF) (Sociologie d’aujourd’hui), Paris 1986
- Le livre des séductions suivi de Dix Aphorismes sur l’amour. Lieu commun, Paris 1986
- L’Esprit de sérail. Mythes et pratiques sexuelles au Maghreb. Éditions Payot, Paris 2003 (2. Aufl.). ISBN 2-228-89703-5
- Histoire de la circoncision des origines à nos jours. Éditions Balland, Paris 1992. ISBN 2-7158-0971-9
- L’imaginaire arabo-musulman. Presses universitaires de France (PUF) (Sociologie d’aujourd’hui), Paris 1993. ISBN 2-13-045064-4
- Dictionnaire des symboles musulmans. Éditions Albin Michel, Paris 1995. ISBN 2-226-07550-X
- Encyclopédie de l’amour en Islam. Érotisme, beauté et sexualité dans le monde arabe, en Perse et en Turquie. Payot & Rivages, Paris 1995. ISBN 2-228-88896-6
- Psychanalyse des Mille et Une Nuits. Payot & Rivages (Petite bibliothèque Payot), Paris 2002. ISBN 2-228-89546-6
- Les symboles de l’Islam. Éditions Assouline, Paris 1999. ISBN 2-84323-144-2
- Vorwort zu Le Coran, Übersetzung von Edouard Montet. Payot & Rivages, Paris 2001. ISBN 2-228-89461-3 (Vol. 1) bzw. ISBN 2-228-89462-1 (Vol. 2)
- Traité du raffinement, Payot, Paris 1999. ISBN 2-228-89215-7
- Du Désir. Payot & Rivages, Paris 2000. ISBN 2-228-89276-9
- Les cent noms de l’amour. Éditions Alternatives, Paris 2001. ISBN 2-86227-267-1
- Mahomet et l’Islam. Casterman, Brüssel-Paris 2002 (Quelle histoire !). ISBN 2-203-15234-6
- Le Sujet en Islam, Éditions du Seuil, Paris 2002. ISBN 2-02-047848-X
- /de Solemne, Marie: Islam et Libre arbitre? La tentation de l’insolence. Dervy, Paris 2003. ISBN 2-84454-208-5
- Dictionnaire amoureux de l’islam. Plon, Paris 2004. ISBN 2-259-19799-X
- Manifeste pour un islam des Lumières. 27 propositions pour réformer l’islam, Hachette Littératures, Paris 2004. ISBN 2-01-235723-7
- Anthologie du vin et de l’ivresse en islam. Éditions du Seuil, Paris 2004. ISBN 2-02-060662-3
- Vorwort zu: L’islam, passion française. Une anthologie. Bartillat, Paris 2005. ISBN 2-84100-340-X
- L’islam et la raison, le combat des idées. Perrin, Paris 2005. ISBN 2-262-02369-7
- Le Kamasutra arabe. 2000 ans de littérature érotique en Orient. Pauvert, Paris 2006. ISBN 2-7202-1512-0
- Le Coran raconté aux enfants. Le Petit Phare, Paris 2006. ISBN 978-2-7569-0062-9
- L’Islam expliqué par Malek Chebel. Perrin, Paris 2007. ISBN 978-2-262-02982-1
- Treize contes du Coran et de l’Islam. Flammarion, Paris 2007. ISBN 978-2-08-163471-8
- L’esclavage en terre d’islam. Fayard, Paris 2007. ISBN 978-2-213-63058-8
- Prières d’Islam. In: A. Abécassis/M. Chebel/Cornu, P./Angot, M./Perrier, J.: Ce que les hommes disent aux Dieux. Prières des grandes religions, S. 209–272. Éditions du Seuil, Paris 2007. ISBN 978-2-02-094093-1
- /Sohaib Sultan: Le Coran pour les Nuls. First, Paris 2008. ISBN 978-2-7540-0987-4
- /Malcolm Clark: L’Islam pour les Nuls. First, Paris 2008. ISBN 978-2-7540-0531-9
- Paroles et sagesses d’islam. First, Paris 2009. ISBN 978-2-7540-2975-9
- Coran (Neuübersetzung), Fayard, Paris 2009. ISBN 978-2-213-63390-9
- Dictionnaire encyclopédique du Coran, Fayard, Paris 2009. ISBN 978-2-213-63392-3
- Les grandes figures de l’Islam. Perrin, Paris 2011. ISBN 978-2-262-03484-9
- /de La Morandais, A,/Korsia, H.: Les Enfants d’Abraham. Un chrétien, un juif et un musulman dialoguent. Presses de la Renaissance, Paris 2011. ISBN 978-2-7509-0663-4
- Dictionnaire amoureux de l’Algérie, Plon, Paris 2012. ISBN 978-2-259-21236-6
- Changer l’islam. Dictionnaire des réformateurs musulmans des origines à nos jours. Albin Michel, Paris 2013. ISBN 978-2-226-24539-7
- (Hrsg.): L’érotisme arabe., Robert Laffont, Paris 2014. ISBN 978-2-221-13975-2
- L’inconscient de l’islam. Réflexions sur l’interdit, la faute et la transgression. CNRS éditions, Paris 2014. ISBN 978-2-271-08586-3
- L’islam en 100 questions, Tallandier, Paris 2015. ISBN 979-10-210-1633-0
- Mohammed, prophète de l’islam, Robert Laffont, Paris 2016. ISBN 978-2-221-13683-6
- J’avais tant de choses à dire encore. Entretiens avec Fawzia Zouari, Desclée De Brouwer, Paris-Perpignan 2017. ISBN 978-2-220-08612-5
- Les 100 mots du Coran, Presses universitaires de France (PUF) (coll. «Que sais-je?»), Paris 2017. ISBN 978-2-13-073291-4

### Übersetzungen ins Deutsche
- Die Welt der Liebe im Islam. Eine Enzyklopädie. Erotik, Schönheit und Sexualität in der arabischen Welt, in Persien und der Türkei. Kunstmann, München 1997. ISBN 3-88897-173-X
- Symbole des Islam. Brandstätter, Wien-München 1997. ISBN 3-85447-740-6
- Islam für Anfänger. Wissenschaftliche Buchgesellschaft, Darmstadt 2012. ISBN 978-3-534-24415-7